# Bundeli
Le bundeli est une langue parlée en Inde et considérée comme une variante du hindi.